# 義渠姓
義渠姓，為漢字複姓。於西漢時，部份義渠族人，歸入西漢，以其族部義渠為氏。

## 名人
- 義渠安國，西漢時人，為光祿大夫

## 延伸阅读
[在维基数据编辑]
 《欽定古今圖書集成·明倫彙編·氏族典·義渠姓部》，出自陈梦雷《古今圖書集成》